# Sinophlaeoba zhengi
Sinophlaeoba zhengi is een rechtvleugelig insect uit de familie veldsprinkhanen (Acrididae). De wetenschappelijke naam van deze soort is voor het eerst geldig gepubliceerd in 2011 door Luo & Mao.